# كورتني بريان
كورتني بريان (بالإنجليزية: Courtney Bryan)‏ هو لاعب كرة قدم أمريكية أمريكي، ولد في 2 أكتوبر 1984.

## وصلات خارجية
- كورتني بريان على موقع مرجع كرة القدم المحترفة.كوم (الإنجليزية)